# Miktomagnetismus
Miktomagnetismus je magnetismus kvantové povahy ve spinovém systému, v němž se uplatňuje více druhů výměnných interakcí. Je pozorován v několika druzích slitin, včetně Cu-Mn, Fe-Al a Ni-Mn slitin. Podobně jako feromagnetismus se vyznačuje hysterezí v měnícím se magnetickém poli. Při ochlazení v nulovém magnetickém poli mají tyto materiály nízkou remanenci a koercitivitu. Při ochlazení v magnetickém poli mají mnohem větší remanenci a hysterezní smyčka je posunuta ve směru opačném ke směru pole.